# Pierre Simonet
Pour les articles homonymes, voir Simonet.
Pierre Simonet, né le 27 octobre 1921 à Hanoï et mort le 5 novembre 2020 à Toulon, est un Français libre, militaire et haut fonctionnaire français, compagnon de la Libération.
Engagé de la première heure dans les Forces françaises libres, il devient après guerre administrateur colonial puis fonctionnaire international.

## Biographie

### Famille et formation
Pierre Adrien Simonet est le fils de Gilbert Simonet, polytechnicien, ingénieur des ponts et chaussées en Indochine. Ce dernier, après avoir été mobilisé en France lors de la Première Guerre mondiale, retourne en Indochine, où naît Pierre Simonet.
Après des études secondaires au lycée Thiers de Marseille, puis au lycée Albert-Sarraut à Hanoï, Pierre Simonet rentre en France en 1939 pour ses études supérieures.
La France et l'Angleterre viennent alors de déclarer la guerre à l'Allemagne nazie. Trop jeune pour être mobilisé, il poursuit ses études au lycée Montaigne à Bordeaux, en classe préparatoire de mathématiques spéciales.
En 1945, après la guerre, Pierre Simonet se marie avec Lucienne Ragain (1923-2002) à Saïgon. Elle est née et a passé son enfance en Indochine, où ils se sont connus. Du couple naîtront cinq enfants.
Comme lui, Hubert Germain a été élève au lycée d'Hanoï et au lycée Michel Montaigne de Bordeaux. Partis tous deux depuis Saint-Jean-de-Luz vers Londres, ils se retrouvent après avoir participé aux mêmes combats. Hubert Germain lui lance alors : « Qu'est-ce tu fous là ? ».

### Seconde Guerre mondiale
Le 17 juin 1940, lorsque le maréchal Pétain annonce à la radio la défaite de l'armée française et demande l'armistice à l'Allemagne, Pierre Simonet est profondément choqué. Il a 18 ans et décide de se révolter.
Le lendemain, 18 juin 1940, il prend connaissance de l'appel du général de Gaulle lancé depuis Londres. Il décide de s'engager à ses côtés.
Le 24 juin 1940, il parvient à embarquer clandestinement sur le dernier cargo, le Baron Kinaird qui, en rade de Saint-Jean-de-Luz, rapatrie les troupes polonaises et les ressortissants britanniques. Arrivé à Liverpool, il s'engage dans les Forces françaises libres (FFL) du général de Gaulle, le 1er juillet 1940.
Il voulait choisir l'aviation mais cette arme ne recrute que des volontaires ayant déjà le brevet de pilote. Il est donc affecté, en raison de ses études de mathématiques, dans l'artillerie FFL en cours de création, au camp de Cove (Surrey). Il y commence son entraînement, encadré par des officiers et sous-officiers de l'armée française qui ont rejoint le général de Gaulle et ont décidé de continuer la guerre.
Ils sont en tout 2 000 volontaires « Français libres », civils et militaires, qui constituent l'embryon des FFL.
Embarqué le 29 août 1940, il fait partie du corps expéditionnaire qui, à Dakar, a pour mission de rallier l'Afrique occidentale française (AOF) à la France libre (opération Menace). Puis, son unité stationne au Cameroun en Afrique équatoriale française (AEF), où il poursuit son entraînement jusqu'en janvier 1941.
Il prend part à la campagne de Syrie en juin et juillet 1941, à la suite de laquelle est officiellement créé, à Damas, le 1er régiment d'artillerie des FFL (1er RAC). Affecté à la deuxième batterie du 1er RA et nommé brigadier, il est chargé des transmissions et de l'observation.
Avec la 1re brigade française libre du général Koenig, il participe à la campagne de Libye de janvier à juillet 1942. Au cours d'une Jock column (en) dans le désert, le 16 mars 1942, pendant une forte attaque de chars ennemis, il assure sa mission jusqu'au bout, et ne quitte sa position qu'après avoir replié son matériel et être allé rechercher son camion de munitions à un endroit particulièrement exposé. Enfin, il participe à la bataille de Bir Hakeim du 27 mai au 10 juin 1942 comme téléphoniste et observateur, et fait partie de ceux qui sortent de vive force le 11 juin. Il reçoit ses deux premières citations.
Sa brigade est ensuite engagée dans l'offensive de la seconde bataille d'El Alamein en octobre 1942, et poursuit avec la 8e armée britannique l'Afrika Korps du général Rommel en retraite jusqu'à Takrouna, en Tunisie. Il est alors admis au cours d'aspirant en Tunisie, et est promu à ce grade fin 1943.
À partir de la campagne d'Italie, d'avril à juin 1944, Pierre Simonet est affecté au peloton d'observation aérienne du 1er RAC, en qualité d'officier observateur sur avion léger Piper Cub. Toujours volontaire, il n'hésite pas, à maintes reprises, à s'aventurer profondément dans le dispositif ennemi pour obtenir les renseignements demandés. Son unité est engagée dans l'offensive du 8 mai 1944 qui brise les lignes Gustave et Hitler, libère Rome et poursuit les divisions allemandes jusqu'aux abords de Sienne, en Toscane.
Pendant le débarquement de Provence le 16 août 1944, il poursuit son action d'observateur en avion. Entre le 20 et le 25 août 1944, il remplit de nombreuses missions de guerre dans la région d'Hyères et de Toulon. Le 21 août, au-dessus de la Farléde, puis le 23 août au-dessus de La Valette, il n'hésite pas à survoler les lignes ennemies à basse altitude pour repérer les pièces antichars allemandes. Le 24 août, grâce à un réglage très précis, il arrête le tir d'une batterie ennemie située dans la presqu'île de Saint-Mandrier.
Après la Provence, lors de la remontée vers le nord, il participe aux combats de Belfort et à ceux du sud de Strasbourg. Pendant la campagne d'Alsace, du 7 janvier au 2 février 1945, il rend les services les plus précieux en prenant part à la destruction de plusieurs chars et en repérant deux batteries.
Nommé sous-lieutenant, il participe en avril et mai 1945 à la dernière offensive de la 1re DFL, qui s'empare du massif de l'Authion, pénètre en Italie du Nord et libère Cuneo.
Le 18 juin 1945, lors de la prise d'armes et du défilé des troupes sur les Champs-Élysées, il est dans l'un des trois Piper Cub qui passent sous la tour Eiffel.

### Vie professionnelle
En 1946, il suit une formation à l'École nationale de la France d'outre-mer et est nommé administrateur de la France d'outre-mer.
En 1948, il sert en Indochine au cabinet du général Xuan, chef du gouvernement provisoire du Vietnam-sud.
En 1949, il suit à Paris les cours de l'école d'application de l'INSEE et obtient le certificat de l'institut de statistique de l'université de Paris. Il exercera ensuite au Cameroun comme chef de service des statistiques en 1951-1952, puis comme administrateur dans différents postes (Mora, Meiganga, Ngaoundere, Yaoundé). En 1957, il est nommé chef de région de Ntem à Ebolowa. Il participe à la mise en place de la politique de décolonisation et à la passation de pouvoirs aux autorités camerounaises.
En 1958, il fait ses débuts de fonctionnaire international en Asie du Sud-Est en qualité d'économiste statisticien, pour la première mission de la FAO (Food and Agricultural Organisation) sur le développement des pays riverains du Mékong.
En 1959-1960, il est affecté par les Nations Unies en Iran comme conseiller en statistiques économiques. De retour en France, détaché au ministère des Finances, il obtient le diplôme du centre d'études des programmes économiques, CEPE.
En 1962, il intègre comme économiste l'Organisation de coopération et de développement économiques (OCDE) à Paris.
En 1964, il intègre le Fonds monétaire international (FMI).
De 1973 à 1977, il exerce les fonctions de représentant résident du FMI en Haïti et au Salvador.
En 1981, il part pour trois ans comme expert du FMI aux Comores et au Lesotho.

### Retraite
En 1985, il quitte complètement les affaires et se retire à Toulon avec son épouse, qui l'a suivi dans toutes ses affectations.
En 1999, il devient membre du conseil de l'ordre de la Libération.
Élevé à la dignité de Grand-croix de la Légion d'honneur en décembre 2019, sa décoration lui est remise par le général d'armée Benoît Puga, grand chancelier de l'ordre, le 20 janvier suivant.
Lors de la commémoration à Londres des 80 ans de l'appel du 18 Juin, le Premier ministre britannique Boris Johnson annonce que les quatre derniers compagnons de la Libération, Edgard Tupët-Thomé, Hubert Germain, Daniel Cordier et Pierre Simonet, sont nommés membres honoraires de l'ordre de l'Empire britannique. La décoration est remise à Pierre Simonet par Ed Llewellyn, ambassadeur du Royaume-Uni à Paris, chez lui à Toulon, le 7 juillet 2020.

### Mort et hommages
Pierre Simonet meurt le 5 novembre 2020 à son domicile de Toulon,.
Le président de la République Emmanuel Macron déclare dans un communiqué « [qu'il] était bien un héros : il avait beau refuser ce titre, il en possédait tous les  attributs – le courage, la force morale, le sens du devoir »,. La ministre des Armées, Florence Parly, et la ministre de la Mémoire et des Anciens combattants, Geneviève Darrieussecq, lui rendent hommage en déclarant que « le pays tout entier se souviendra de son courage, de sa ténacité et de sa modestie »,.
Il est inhumé, aux côtés de sa femme et de sa fille, le 13 novembre 2020 dans le cimetière de Montbrison-sur-Lez, après une cérémonie dans l'église du village. En raison de la crise de Covid-19, un hommage national ne peut lui être rendu et sera organisé lorsque la situation sanitaire le permettra.

## Décorations
Pierre Simonet a été décoré pour son engagement dans la Résistance.
- Grand-croix de la Légion d'honneur (2019)[14].
  -  Grand officier de la Légion d'honneur (2014)[15].
  -  Commandeur de la Légion d'honneur (1996).
- Compagnon de la Libération (décret du 27 décembre 1945)[13].
- Croix de guerre 1939–1945 (7 citations).
- Médaille de la Résistance française par décret du 24 avril 1946[16]
- Médaille coloniale.
- Ordre de l'Empire britannique à titre civil (2020).